# Luke Youngblood
Luke Youngblood (Londra, 12 giugno 1986) è un attore e doppiatore britannico, noto soprattutto per aver interpretato Lee Jordan nella saga cinematografica di Harry Potter. Attivo anche in campo televisivo e teatrale, ha debuttato sulle scene da bambino nel musical The Lion King in scena nel West End londinese, in cui interpretava Simba da cucciolo.

## Filmografia parziale

### Cinema
- Harry Potter e la pietra filosofale (Harry Potter and the Philosopher's Stone), regia di Chris Columbus (2001)
- Harry Potter e la camera dei segreti (Harry Potter and the Chamber of Secrets), regia di Chris Columbus (2002)

### Televisione
- Glee - serie TV, 1 episodio (2010)
- Lie to Me - serie TV, 1 episodio (2011)
- Community - serie TV, 15 episodi (2011-2015)
- Galavant - serie TV, 18 episodi (2015-2016)
- Dr. Ken - serie TV, 1 episodio (2017)
- Regina del Sud - serie TV, 1 episodio (2017)
- White Famous - serie TV, 1 episodio (2017)

### Doppiaggio
- Scooby-Doo! La maledizione del mostro del lago (Scooby-Doo! Curse of the Lake Monster), regia di Brian Levant (2010)
- Fast & Furious - Piloti sotto copertura (Fast & Furious Spy Racers) – serie animata, 52 episodi (2019-2021)
- Baby Shark's Big Show! – serie animata (2020-in corso)
- Do, Re & Mi – serie animata (2021-in corso)
- Hogwarts Legacy – videogioco (2023)

## Doppiatori italiani
Nelle versioni in italiano delle opere in cui ha recitato, Luke Youngblood è stato doppiato da:
- Francesco Puma in Harry Potter e la pietra filosofale, Harry Potter e la camera dei segreti
- Stefano Sperduti in Regina del Sud

Da doppiatore, è stato doppiato da:
- Nanni Baldini in Scooby-Doo! La maledizione del mostro del lago